# Tricalysia ferorum
Espèce
Tricalysia ferorum Robbr. est une espèce d'arbustes de la famille des Rubiacées et du genre Tricalysia, relativement rare, endémique du Cameroun.

## Distribution
Au Cameroun elle a été observée dans la Région du Sud-Ouest au parc national de Korup, dans celle du Centre à 15 km au nord d'Éséka,  au Sud près de Kribi et de Bidjouka.